# 康平路事件
康平路事件是1966年年底上海工总司（全名“上海工人革命造反总司令部”）和赤卫队（全名“捍卫毛泽东思想工人赤卫队上海总部”）在中共上海市委所在地康平路发生的大规模武斗，常被认为是文化大革命期间大规模武斗的开端。

## 经过
1966年12月23日下午，赤卫队在人民广场召开“向上海市委资产阶级反动路线猛烈开火夺取新的胜利大会”，三十万人参加。:508赤卫队提出承认赤卫队是群众性的革命组织等八条要求，中共上海市委书记处书记、上海市长曹荻秋最后签字。:51024日上午，中共上海市委第一书记陈丕显主持召开上海市委书记处会议，认为曹荻秋签字是政治立场错误。:51225日下午，工总司等八个造反派组织在上海文化广场召开“为夺取毛主席的革命路线新胜利誓师大会”，会上，曹荻秋声明签字作废。:51525日晚，赤卫队召开紧急会议，:516决定派人赴北京。26日晚，赤卫队总部开会，决定去康平路请愿。:51727日上午，调集来的赤卫队队员开始涌入康平路市委大院。:518至28日下午，近2万人涌进大院，要求曹荻秋接见。:325
28日晚（或29日凌晨），张春桥打电话给他的妻子文静，:520文静随即打电话给徐景贤。徐景贤向上海市委机关革命造反联络站的负责人传达张春桥指示说：“赤卫队去造曹荻秋的反，上海的造反派为什么看着不动？希望上海的造反派想想这件事的后果。如果曹荻秋投降了……桃子就被赤卫队摘去了。想办法告诉工人造反派，赶紧动员人去康平路，对赤卫队搞政治攻势”。:52129日清晨，徐景贤召集会议传达张春桥指示（王洪文未参加会议）。:52229日，在北京的耿金章接到张春桥秘书电话后返回上海，设立临时指挥部，:523调人去康平路。:524
29日晚，曹荻秋与赤卫队代表谈判，:525达成了部分协议。30日凌晨2时，造反派将赤卫队驱赶出大院。:526-527到6时，300多赤卫队骨干被抓，重伤送华东医院、华山医院、中山医院等医院有91人。:326惟黄金海对官方的这一记载表示怀疑。
30日早晨，王洪文主持会议，布置“摧毁赤卫队的区联络站”。31日，工总司印发《特急通令》，下令“把工人赤卫队上海总部及各区、分部的头子统统抓起来，押送公安局。”从而强行解散了赤卫队。:551

## 后续
30日下午，约1万赤卫队员步行北上赴北京告状， :54031日下午，抵达江苏昆山。造反派派去阻拦的人也到达昆山，:541双方冲突殃及沪宁铁路部分列车行驶中断。1967年1月3日，中共上海市委书记处书记马天水等赶到昆山劝他们回上海，最后仍有六千至七千赤卫队员去北京。:542是为昆山事件。

## 扩展阅读
- 《陈丕显回忆录》，上海人民出版社 2005年版。
- 范卫平《解密：张春桥阴谋策划“康平路事件”震惊全国 （页面存档备份，存于）》
- . 澎湃新闻.   [2020-03-31]. （原始内容存档于2021-01-02）.